# Брюссельская конвенция по спутникам
Брюссельская конвенция о распространении несущих программы сигналов, передаваемых через спутники (англ. Brussels Convention Relating to the Distribution of Programme-Carrying Signals Transmitted by Satellite) — межгосударственная конвенция, которая предусматривает обязанность каждого из Договаривающихся государств принимать меры по предотвращению распространения на своей или со своей территории любого несущего программы сигнала любым распространяющим органом, для которого сигнал, переданный на спутник или проходящий через него, не предназначается.
Административные функции Конвенции осуществляет Всемирная организация интеллектуальной собственности.
По состоянию на 2022 год участниками являются 38 государств.